# Autoestrada A54 (Itália)
A Autoestrada A54 (também conhecida como Tangenziale Ovest di Pavia) é uma autoestrada tangencial da zona oeste de Pavia, na Itália. Com 8 km, sua construção e gestão ficou a cargo da concessionária Milano Serravalle - Milano Tangenziali S.p.A. 

## Percurso
| A54 TANGENZIALE DI PAVIA |                                           |      |      |           |
| Tipo                     | Saída                                     | ↓km↓ | ↑km↑ | Província |
|                          | dei Giovi - Milano                        | 0,0  | 8,4  | PV        |
|                          | Pavia Nord                                | 1,4  | 7,0  | PV        |
|                          | Pavia Istituti Universitari               | 2,3  | 6,1  | PV        |
|                          | Pavia Ospedali                            | 2,5  | 5,9  | PV        |
|                          | Raccordo Bereguardo-Pavia Milano - Genova | 3,1  | 5,3  | PV        |
|                          | San Martino Siccomario                    | 6,6  | 1,8  | PV        |
|                          | Pavia Sud                                 | 8,0  | 0,4  | PV        |
|                          | dei Giovi - Genova                        | 8,4  | 0,0  | PV        |

Abreviações provinciais: PV = Pavia